# I Know It Won't Work
I Know It Won't Work è un singolo della cantautrice statunitense Gracie Abrams, pubblicato il 24 febbraio 2023.
Si tratta del quarto singolo estratto dall'album di debutto della cantante, Good Riddance.

## Tracce
1. I Know It Won't Work – 4:05 (Gracie Abrams, Aaron Dessner)